# سسک ملخی معمولی
سسک ملخی یا سسک ملخی معمولی (نام علمی: Locustella naevia) نام یک گونه از سرده سسک‌های ملخی بیشه‌ای است.